# Gee Atherton
George David "Gee" Atherton (ur. 26 lutego 1985 w Wells) – brytyjski kolarz górski, trzykrotny medalista mistrzostw świata, mistrz Europy, a także zdobywca Pucharu Świata.

## Kariera
Pierwszy sukces w karierze Gee Atherton osiągnął w 2002 roku, kiedy zdobył srebrny medal w downhillu juniorów podczas mistrzostw świata w Kaprun. Wynik ten powtórzył rok później, a podczas mistrzostw Europy w Limosano w 2006 roku był najlepszy. W 2007 roku zdobył brązowy medal w downhillu podczas mistrzostw świata w Fort William. W zawodach tych wyprzedzili go jedynie Australijczyk Samuel Hill oraz Francuz Fabien Barel. Na rozgrywanych rok później mistrzostwach świata w Val di Sole Atherton zwyciężył w tej samej konkurencji, bezpośrednio wyprzedzając swego rodaka Steve'e Peata i Samuela Hilla. Podczas mistrzostw świata w Leogang w 2012 roku był drugi, przegrywając tylko z Gregiem Minnaarem z RPA. Ponadto kilkakrotnie stawał na podium klasyfikacji końcowej Pucharu Świata w kolarstwie górskim w downhillu, w tym raz na jego najwyższym stopniu - w sezonie 2010.
Jego brat Dan i siostra Rachel również uprawiają kolarstwo górskie.